# Elusa rufula
Elusa rufula är en fjärilsart som beskrevs av George Francis Hampson 1891. Elusa rufula ingår i släktet Elusa och familjen nattflyn. Inga underarter finns listade i Catalogue of Life.